# 盧克·福特
盧克·福特（Luke Ford，1981年3月26日—）是一位加拿大出生的澳大利亞演員。福特出生在溫哥華，成長在悉尼。他出演過聚散離合等電視劇。